# 唐余湘畹
唐余湘畹，MBE（1911年—2005年11月5日），生於香港，香港教育家。

## 生平
唐余湘畹早年畢業於蘇格蘭愛丁堡大學。1953年至1956年獲委任為仁伯中學校長。及後，於1957年與賴存忠神父創辦香港首間津貼中學瑪利諾神父教會學校，並任校長一職至1977年。期間，於教育事業建樹良多，如創立香港津貼中學議會，並擔任首屆主席、創辦津貼學校教師公積金計劃，獲政府委任為該計劃副主席（主席由當時教育司署官員擔任）。1971年，應美國政府邀請，遊訪美國各中學及大學。同年，獲英女皇伊利沙伯二世頒授MBE勳銜。2005年，病逝於加拿大多倫多。

## 家庭
- 弟弟余叔韶：香港法律界人士。